# Steve Henriette
Steve Henriette (7 ottobre 1987) è un calciatore seychellese, di ruolo difensore.